# الانتخابات في الولايات المتحدة

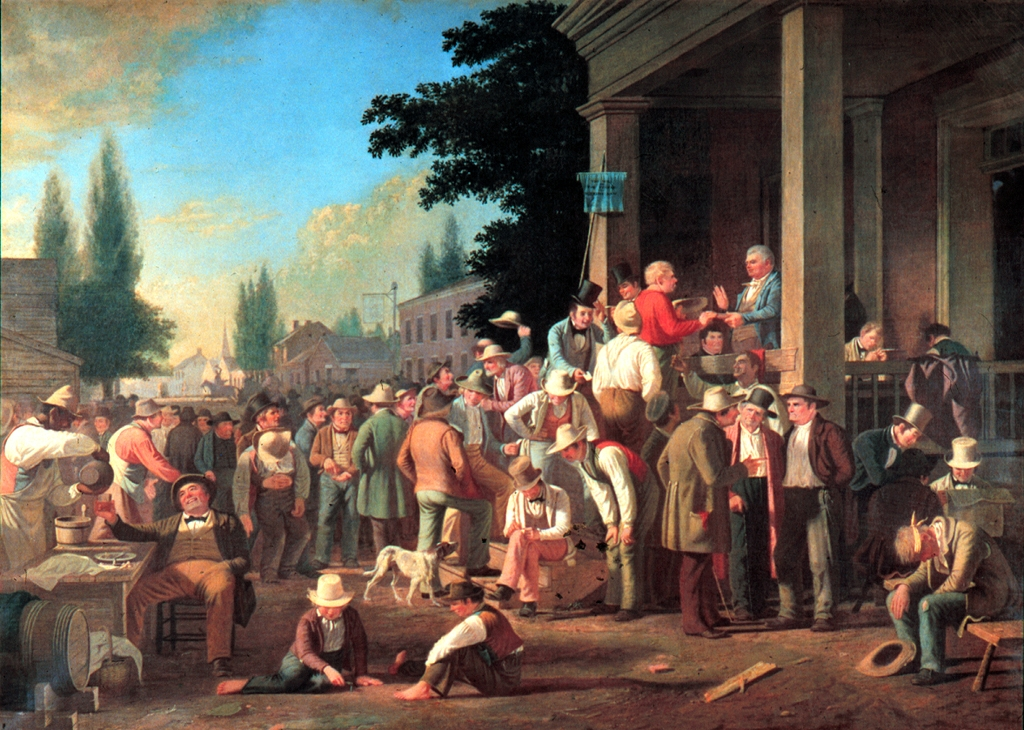
لوحة من عام 1846 بواسطة جورج كالب بينغهام لقاضي الاقتراع يؤدي اليمين أمام ناخب

تعقد الانتخابات في الولايات المتحدة للمسؤولين الحكوميين على الصعيد الفيدرالي والمحلي والولائي. على المستوى الفيدرالي، ينتخب شعب كل ولاية رئيس الدولة بشكل غير مباشر من خلال هيئة انتخابية. اليوم، يدلي هؤلاء الناخبون بأصواتهم دائمًا من خلال التصويت الشعبي لحكومتهم. ينتخب شعب كل ولاية جميع أعضاء المجلس التشريعي الفيدرالي، الكونغرس بشكل مباشر. هناك العديد من المناصب المنتخبة على مستوى الولايات، وكل ولاية لها على الأقل حاكم يعين بالانتخاب والهيئة التشريعية. هناك أيضا مناصب منتخبة على المستوى المحلي، في المقاطعات والمدن والبلدات والأقسام الإدارية والقرى. وفقًا لدراسة أجرتها العالمة السياسة جنيفر لوليس، كان هناك519,682 مسؤولًا منتخبًا في الولايات المتحدة اعتبارًا من 2012.
في حين أن دستور الولايات المتحدة يضع المعايير لانتخاب المسؤولين الفيدراليين، إلا أن قانون الولاية، وليس القانون الفيدرالي، هو من ينظم معظم جوانب الانتخابات في الولايات المتحدة، بما في ذلك الانتخابات التمهيدية، وأهلية الناخبين (ما بعد التعريف الدستوري الأساسي)، وإدارة الهيئة الانتخابية لكل ولاية، فضلًا عن إدارة الانتخابات المحلية والولائية. تدير الولايات الفردية جميع أنواع الانتخابات الا وهي الفيدرالية، والولائية، والمحلية.
يعتبر تقييد حقوق التصويت وتمديدها لمجموعات مختلفة عملية شهدت الكثيرمن المنازعات طوال تاريخ الولايات المتحدة. كما شاركت الحكومة الفدرالية في محاولات لزيادة نسبة الناخبين، من خلال إجراءات مثل القانون الوطني لتسجيل الناخبين لعام 1993. كما شهد تمويل الانتخابات الكثير من الجدال منذ فترة طويلة، لأن مصادر القطاع الخاص تشكل العديد من مساهمات الحملة، خاصة في الانتخابات الفيدرالية. قدم التمويل العام الطوعي للمرشحين الراغبين في قبول الحد من الإنفاق في عام 1974 من أجل الانتخابات الرئاسية. تتحمل لجنة الانتخابات الفيدرالية، التي أنشئت في عام 1975 من خلال تعديل لقانون الحملة الانتخابية الفيدرالية، مسؤولية الكشف عن معلومات تمويل الحملة، لفرض أحكام القانون مثل القيود المفروضة على المساهمات وحظرها، والإشراف على التمويل العام للانتخابات الرئاسية الأمريكية.

## التصويت
الطريقة الأكثر شيوعًا المستخدمة في الانتخابات الأمريكية هي نظام الفوز بأكثرالأصوات، حيث المرشح الحائز علي أعلي الأصوات هو من يفوز في الانتخابات. قد يستخدم البعض نظاما من جولتين، في حالة عدم حصول آيا من المرشحين على العدد المطلوب من الأصوات فلذلك تعقد جولة إعادة بين المرشحين الذين حصلوا على أكبر عدد من الأصوات.
منذ عام 2002، تبنت عدة مدن نظام الاقتراع التفضيلي في انتخاباتها. يصنف الناخبون المرشحين حسب الأفضلية بدلاً من التصويت لمرشح واحد. إذا حصل مرشح ما على أكثر من نصف الأصوات، يفوز. بينما يستبعد المرشح الحاصل على أقل عدد من الأصوات. تحصي الأصوات الحاصل عليها المرشح المستعبد وتوزع علي المرشحين المتبقين الذين يحتلون المرتبة التالية حسب الأفضلية في كل اقتراع.  تستمر هذه العملية حتى يفوز مرشح واحد عن طريق الحصول على أكثر من نصف الأصوات.

### الأهلية
تتحدد أهلية الفرد للتصويت في الدستور وتنظم على مستوى الولايات أيضا. ينص الدستور على أنه لا يمكن إنكار حق التصويت على أساس العرق أو اللون أو الجنس أو العمر بالنسبة للمواطنين الذين يبلغون ثمانية عشر عاما أو أكثر. وإلى جانب هذه المؤهلات الأساسية، يقع على عاتق الهيئات التشريعية للولايات مسؤولية تنظيم أهلية الناخبين. تمنع بعض الدول المجرمين الصادرة ضدهم أحكام، وخاصة معتادي الإجرام، من التصويت لفترة محددة من الزمن أو إلى أجل غير مسمى. يقدر عدد الأمريكيين البالغين غير المؤهلين للتصويت حاليا أو دائما بسبب إدانتهم بارتكاب جناية 5,3 مليون. تمتنع بعض الدول عن الإعلان عن غير المؤهلين للتصويت بشكل قانوني وفقا لبيانات الدستور القديم، وتعتبر هذه المراجع بالية بشكل عام ويُنظر فيها للمراجعة أو للاستبعاد.

### تسجيل الناخبين
بينما تتمتع الحكومة الفيدرالية بالسلطة القضائية على الانتخابات الفيدرالية، فإن معظم قوانين الانتخابات يبت فيها على مستوى الولايات. جميع الولايات الأمريكية باستثناء داكوتا الشمالية تتطلب تسجيل المواطنين الذين يرغبون في التصويت. كان على الناخبين التسجيل في مكاتب الولاية المخصصة للتصويت بشكل تقليدي، ولكن في منتصف التسعينات بذلت الحكومة الفيدرالية جهودًا لتسهيل التسجيل، في محاولة لزيادة نسبة المشاركة. يتطلب قانون تسجيل الناخبين الوطني لعام 1993(«قانون التصويت») من حكومات الولايات التي تتلقى أنواعًا معينة من التمويل الفيدرالي لتسهيل عملية تسجيل الناخبين من خلال توفير خدمات تسجيل موحدة من خلال مراكز منح رخص القيادة ومراكز ذوي الاحتياجات الخاصة  والمدارس والمكتبات، وتسجيل عبر البريد الإلكتروني. تسمح الولايات الأخرى للمواطنين بالتسجيل في  واحد من يوم الانتخابات.
في العديد من الولايات، قد يعلن المواطنون الذين يسجلون حق التصويت عن انتمائهم إلى حزب سياسي. هذا الإعلان عن الانتماء لا يكلف مالا، ولا يجعله عضوا يدفع مقابل مادي في أي حزب. لا يستطيع أي حزب منع أي ناخب أو ناخبة من إعلان انتماءهم لها، ولكن يمكنه رفض طلبات العضوية الكاملة. في بعض الولايات، يحق للناخبين المنتمين إلى أي حزب فقط التصويت في الانتخابات التمهيدية لهذا الحزب (انظر أدناه). الإعلان عن الانتماء الحزبي ليس مطلوبًا أبدًا. بعض الدول، بما في ذلك جورجيا وميشيغان ومينيسوتا وفرجينيا وويسكونسن وواشنطن، تمارس التسجيل غير الحزبي.

### التصويت الغيابي
يمكن للناخبين غير القادرين أو غير الراغبين في التصويت في مراكز الاقتراع يوم الانتخابات أن يدلوا بأصواتهم عن طريق الاقتراع الغيابي. غالبًا ما يتم إرسال بطاقات الاقتراع الغيابي وتلقيها عبر خدمة البريد في الولايات المتحدة. وعلى الرغم من اسمهم، غالباً ما يتم طلب الاقتراع الغيابي وتقديمه شخصيًا. ما يقرب من نصف الولايات والأراضي الأمريكية تسمح «بعدم وجود عذر»، حيث لا يوجد ضرورة لتقديم سببا لطلب الاقتراع الغيابي. بينما يطلب آخرون تقديم سبب وجيه، مثل العجز أو السفر، قبل أن يتمكن الناخب من المشاركة باستخدام الاقتراع الغيابي. تسمح بعض الولايات، بما في ذلك ولاية كاليفورنيا وواشنطن للمواطنين بالتقدم للحصول على وضع للناخبين الغائبين بشكل دائم، مما يجعل الناخب يتلقي بشكل تلقائي الاقتراع الغيابي في كل الانتخابات. عادة يجب على الناخب أن يطلب إجراء اقتراع غيابي قبل إجراء الانتخابات.
 مصدر مهم لأصوات الغائبين هو سكان الأمريكيين الذين يعيشون خارج الولايات المتحدة. في عام 1986 أصدر الكونغرس قانون التصويت الغيابي للمواطنين والأجانب في الخارج. يتطلب قانون التصويت الغيابي للمواطنين والأجانب في الخارج أن تسمح الولايات والأقاليم لأعضاء الخدمة الموحدة للولايات المتحدة والملاحة التجارية وأفراد أسرهم ومواطني الولايات المتحدة المقيمين خارجها بالتسجيل والتصويت الغيابي في انتخابات المكاتب الفيدرالية. على الرغم من أن العديد من الولايات لديها قوانين موجودة مسبقًا، إلا أن قانون التصويب الغيابي للمواطنين والأجانب في الخارج جعلها إلزامية وموحدة على المستوى الوطني. «بشكل عام، يحق لجميع المواطنين الأمريكيين البالغين 19 عامًا أو أكثر والذين يقيمون خارج الولايات المتحدة أو الذين سيقيمون خلال فترة الانتخابات التصويت الغيابي في أي انتخابات للمكتب الفيدرالي. بالإضافة إلى ذلك،  يجوز لجميع أعضاء الخدمات الموحدة وأفراد أسرهم وأعضاء الأسطول التجاري وأفراد أسرهم، وهم مواطنون أمريكيون، التصويت الغيابي في الانتخابات الفيدرالية والولائية والمحلية». غالبًا ما تنقل بطاقات الاقتراع الغيابي من هؤلاء الناخبين لخدمات التوصيل الخاصة أو الفاكس أو البريد الإلكتروني.

### الاقتراع البريدي
يتشابه الاقتراع البريدي من عدة نواحي مع الاقتراع الغيابي. ومع ذلك يُستخدم في الدوائر البريدية حيث في يوم الانتخابات لا تفتح أماكن للاقتراع في منطقة معينة. تُسلم جميع أوراق الاقتراع عبر البريد في أوريغون وواشنطن وكولورادو.

### التصويت المبكر
يعتبر التصويت المبكر عملية رسمية، حيث يمكن للناخبين أن يدلوا بأصواتهم قبل يوم الانتخابات الرسمي. يسمح بالتصويت المبكر بشكل فردي في 33 ولاية وفي واشنطن العاصمة دون ضرورة تقديم عذر.

### أدوات التصويت

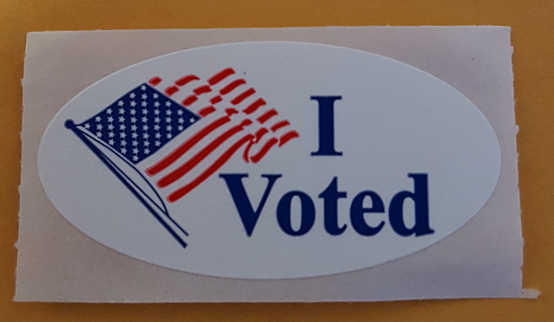
"صوّت" ملصق أعطي للناخبين في بوسطن في عام 2016

يسجل الناخبون المصوتون في مراكز الاقتراع أصواتهم في معظم الأحيان باستخدامآلات التصويت الضوئي أو آلات التسجيل الالكتروني المباشر للتصويت. عادة تُختارآلة التصويت من خلال انتخابات السلطة القضائية المحلية في الولاية بما في ذلك المقاطعات والمدن والبلدات. وقد غيرت العديد من هذه السلطات القضائية المحلية أدوات التصويت لديها منذ عام 2000 بسبب اعتماد قانون الانتخابات، الذي خصص أموالًا لاستبدال أدوات التصويت وهي بطاقة مثقبة وآلة رافعة.
منذ الثمانينات من القرن الماضي، قدمت العديد من السلطات القضائية ومواقع التصويت ملصقات «صوِّت» لأشخاص يدلون بأصواتهم. في ولاية إلينوي، يقدم قانون الولاية الملصقات للناخبين بعد الإدلاء بأصواتهم. وتدفع حكومات الولائية والمحلية 30 مليون دولار سنويًا للملصقات التي تكلف كل منها حوالي سنت واحد.

## مستويات الانتخابات

### الانتخابات الفيدرالية
لدى الولايات المتحدة نظام حكم رئاسي، مما يعني أن تُنتخب السلطة التنفيذية والتشريعية بشكل منفصل. تنص المادة الأولى من دستور الولايات المتحدة يجب على أي انتخابات للرئيس الأمريكي ان تمدد ليوم واحد في جميع أنحاء البلاد؛ ومع ذلك، يمكن إجراء انتخابات مناصب الكونغرس في أوقات مختلفة. بينما تجري انتخابات الرئاسة والكونغرس في الوقت نفسه كل أربع سنوات، وتسمى انتخابات الكونغرس الداخلية التي تجري كل عامين، انتخابات منتصف المدة.
ينص الدستور على أن أعضاء مجلس النواب في الولايات المتحدة يجب أن يكونوا بعمر 25 سنة على الأقل، ومن مواطني الولايات المتحدة لمدة سبع سنوات على الأقل، وأن يكونوا سكان (قانونيين) في الولاية التي يمثلونها. يجب الا يقل عمر أعضاء مجلس الشيوخ عن 30 عامًا، وأن يكونوا من مواطني الولايات المتحدة لمدة تسع سنوات على الأقل، وأن يكونوا سكان (قانونيين) في الدولة التي يمثلونها. يجب الا يقل عمر الرئيس عن 35 سنة على الأقل، وأن يكون من السكان الأصليين في الولايات المتحدة ومقيم فيها لمدة 14 عامًا على الأقل.